# Bernard Fokke
Bernard Fokke (auch Bernhard oder Barend Fokke oder „Der fliegende Holländer“) war ein im 17. Jahrhundert lebender friesischer Schiffskapitän der niederländischen ostindischen Handelskompanie.

## Leben
Bernard Fokke war bekannt dafür, die Handelsroute von den Niederlanden zu der Gewürzinsel Java in – für damalige Verhältnisse – sehr geringer Zeit zurückzulegen. 1678 gelang ihm die Fahrt in drei Monaten und vier Tagen – etwa die Hälfte der üblichen Reisedauer. Bekannt ist, dass der Holländer fast immer mit vollen Segeln unterwegs war, egal wie stark der Wind blies. Fokkes Geheimnis: Erlauben konnte er sich das durch eine entscheidende Veränderung im Mast. Er nutzte eiserne Rahen, die zwar schwerer waren, aber kaum brachen. Dadurch konnte Fokke auch bei starkem Wind seine Segel noch stehen lassen, wenn andere Schiffe ihre Segelfläche bereits deutlich verkleinert hatten.
Den Menschen kam das so unglaublich vor, dass sie von übernatürlichen Ursachen ausgingen und glaubten, Fokke sei ein Zauberer oder gar mit dem Teufel im Bunde und müsse mit seinem Schiff geflogen sein. Als er das letzte Mal mit seinem Schiff den Hafen verlassen hatte und danach nie wieder gesehen wurde, waren die Menschen überzeugt, er sei des Teufels Beute geworden.
Im 19. Jahrhundert ging Fokke in die Legende (bzw. Sage) des Fliegenden Holländers als Kapitän des sagenumwobenen Schiffs ein, zum Beispiel in Richard Wagners Oper Der Fliegende Holländer, uraufgeführt 1843 in Dresden.